# Festa di Sant'Agnese e delle Malelingue
La festa di Sant'Agnese e delle Malelingue è una tradizione popolare che ha luogo all'Aquila il 21 gennaio, giorno di sant'Agnese.

## Storia
L'origine della tradizione è incerta, questa è una delle versioni... Nei primi anni della fondazione della città, vi erano vari gruppi di persone che si riunivano presso locande ed osterie per criticare i signori di allora. Per questo motivo, un gruppo di questi fu esiliato dalla città. Essendo stati esiliati il 21 gennaio, furono detti "quelli di sant'Agnese". Dopo sei mesi, a seguito delle numerose richieste da parte delle madri, mogli e fidanzate, "quelli di sant'Agnese" furono riammessi in città ma a condizione che non facessero più pettegolezzi all'interno delle mura cittadine. Presero pertanto a riunirsi presso un'osteria vicino a Porta Rivera.
Sull'esempio di questo gruppo, esistono ancor oggi numerose confraternite di male lingue che ogni anno si riuniscono in grandi conviviali, durante i quali vengono elette numerose cariche sociali, alcune dal significato ovvio (ju Presidente, ju Secretariu, la Lengua Zozza), altre meno (la Mamma deji cazzi deji atri, la Lima Sorda, ju Zellusu, ju Recchie Fredde, ju Capisciò).
Secondo un'altra versione, agli albori del XIV secolo, la santa, di cui esisteva il monastero omonimo presso l'ex ospedale San Salvatore in piazza Giulio Natali, accanto al convento di San Basilio, divenne protettrice delle linguacciute, delle donne ai margini della società, di coloro che si ritrovavano nella miseria, nonché delle "malmaritate" (termine eufemistico per definire le prostitute) e delle "giovinette pericolanti". L'immaginario collettivo aquilano fu colpito ed influenzato dall'efferato martirio, subito dalla giovane e casta Agnese, nel III secolo, che, prima della decapitazione, venne "jugulata" (sgozzata). Molto più tardi, la martire rappresentò per le peccatrici e le diseredate un fulgido esempio di purezza, degno della più profonda venerazione.
All'Aquila, il monastero di sant'Agnese risale alla seconda metà del XIV secolo. Costruito a ridosso delle mura urbiche settentrionali tra porta San Lorenzo e Porta Paganica, ospitava le malmaritate e le serve dei nobili. I segreti dei palazzi dove prestavano la loro opera, venivano raccontati "coram populo", messi in piazza San Basilio, conditi con l'immancabile dose di esagerazione, frutto del piacere perverso che solo la maldicenza sa dare. Quest'ultima, insieme al turpiloquio ed alla calunnia, trovò terreno fertile nel "modus vivendi" della comunità aquilana, presso tutti i ceti sociali. Nel 1874 il monastero fu inglobato nelle strutture del vecchio ospedale San Salvatore dove, ancor oggi, possono essere ammirati gli ambienti monastici e la Chiesa di Sant'Agnese.
Per valorizzare questo aspetto della cultura aquilana, da qualche anno si organizza un convegno annuale su sant'Agnese, dal titolo "Pianeta Maldicenza".

### Il simbolo della confraternita
Il simbolo o logo della confraternita dei Devoti è l'immagine di un vecchio uomo, un fauno  o un vecchione, identificato come Socrate, con in bocca un fiore a rosa color oro, con lo stemma orizzontale e due foglie disposte una all'insù e una all'ingiù, a dimostrazione del ben parlare. L'ispirazione della testa è data da una scultura a rilievo del XV secolo, che si trova presso un palazzo storico all'Aquila, nel Quarto di San Pietro, in via Roma all'incrocio  con via Coppito. Il mascherone ha una lingua metallica, e il poeta aquilano Mario Lolli ipotizzo che la scultura fosse stata messa come monito contro i bestemmiatori e i linguacciuti, cui si sarebbe seccata la lingua; da qui l'utilizzo della scultura come simbolo della Congrega delle Malelingue.
Un'altra immagine a rilievo, più antica (XV secolo) , che ispirò oppure in un certo senso fu collegata ai goliardi devoti di Sant'Agnese, è posta dietro la chiesa di Santa Maria Paganica in via Mazzini, e mostra un busto umano in una smorfia grottesca di beffa, con la lingua in fuori.

## Confraternita dei "Devoti" di Sant'Agnese
La festa di Sant'Agnese, dal punto di vista goliardico con il "Palio della Maldicenza", da parte della Confraternita Associazione "Devoti di Sant'Agnese / Pianeta Maldicenza", si svolge regolarmente dal 2004.
Uno dei membri storici dell'associazione, Mario Lolli, dopo un convegno del 2003, ha fatto in modo che si costituisse l'associazione "Pianeta Maldicenza", fondata da Tommaso Ceddia, Ludovico Nardecchia e altri.

## Il culto all'Aquila di Sant'Agnese
L'ospedale e il monastero benedettini-celestino di Sant'Agnese presso San Basilio, sono sorti nel XIII-XIV secolo con il compito di accogliere le derelitte e le prostitute aquilane. Molte erano serve di nobili case aquilane, e queste conoscendo i segreti e le piccolezze dei loro padroni, spesso le rivelavano nella pubblica piazza quando avevano il permesso di uscire; dato che L'Aquila nel XIV secolo era una città con poche casate nobili e ricchi commercianti, e molti poveri e indigenti, la festa di Sant'Agnese del 21 gennaio diveniva occasione ai ricchi di dimostrare benevolenza e munificenza, elargendo dei pasti gratuiti ai poveri.
Secondo la leggenda, le "malmaritate" e le derelitte davano sfogo allora alla maldicenza, mettendo alla berlina i nobili, i personaggi famosi e influenti della città, raccontando segreti e fatti poco decorosi; all'Aquila dunque nacque questo modo di festeggiare la santa diverso dalle altre città, e il giorno della ricorrenza fu infangato con questa caratteristica delle prostitute e delle sbandate del metterle alla berlina gli uomini perbene, anche vescovi, abati, preti, frati, quasi fosse una sorta di Carnevale ante-litteram.
Le derelitte si affidarono a Sant'Agnese come una sorta di protettrice, data la sua purezza e il simbolo del martirio dell'agnello contro le falsità di cui fu accusata in vita subendo il martirio, affinché con il metodo della maldicenza, riportando le ipocrisie e le vergogne nascoste al loro ordine, mediante la verità, l'uscire allo scoperto, potessero trovare anche loro la grazia e il benessere.
In Italia esisterebbe un'altra sorta di festa legata alla "Maldicenza aquilana", a Montepulciano di Siena presso il convento di Santa Maria Novella, che fu costruito secondo la leggenda sopra un antico lupanare per riparare all'ignominia delle derelitte che vagavano per la città. Già da subito questa festa grossolana e goliardica aquilana non piacque al prevosto della chiesa di San Pietro a Coppito, una delle chiese capoquartiere dei Quattro Rioni, ossia Monsignor Giuseppe Quaianni, che nel 21 gennaio 1930, fino al 1959, quando fu sollevato dall'incarico, vietava alle derelitte delle case chiuse di via Coppito e di via Mezzaluna di entrare in chiesa.
Lo storico Luigi Lopez ricordacome la caratteristica dell'invettiva, dell'insulto a mo' di sfottò fosse insito negli aquilani già nel XV secolo; quando ad esempio, nell'assedio della città da parte del capitano Braccio da Montone nel 1423, che cingeva le mura di Porta Barete e poi di Porta Rivera, presero a gridare contro tale Braccio, prendendolo in giro sulle sue ferite di guerra, sui suoi acciacchi (apre avesse la gamba anchilosata), non avendo per nulla timore delle turpitudini che Braccio nel frattempo commetteva contro gli abitanti di San Pio delle Camere o Barisciano, borghi vicino all'Aquila, distruggendo le case, e costringendo le donne a sfilare nude sotto le mura dell'Aquila. Gli aquilani, scrive Lopez, raddoppiavano gli insulti e gli sfottò contro Braccio, facendolo andare su tutte le furie.
Si ricorda anche il pass dell'anonimo dei Cantari della guerra di Braccio (XV secolo) in rime, in cui si descrive questo episodio. Gli aquilani, essendo nemici di Rieti e Amatrice, scrive il Lopez che anche contro costoro gli abruzzesi non risparmiarono gli insulti e le minacce, soprattutto durante gli assedi in guerre. Quando gli amatriciani nel 1423-24 erano al seguito di Andrea Forebraccio, o Braccio, a Porta San Lorenzo, l'anonimo della Cronica dice che furono chiamati "falsi gavazzatori" poiché a quei tempi la cucina amatriciana era già abbondante.

### Curiosità sulla Maldicenza
Lo storico aquilano Raffaele Colapietra ricorda anche altri episodi di guerre tra aquilani e città vicine, come Rieti, ricordano l'episodio ignominioso del furto della campana "Reatinella", che stava sulla torre del palazzo del Governatore, il palazzo Margherita. Quanto all'organizzazione della festa, uno dei primi testimoni è il poeta aquilano Antonio di Buccio, parlando della tregue di fuoriusciti dalla città, una fazione avversa ai Camponeschi, signori della città, ossia i Pretatti, che per l'occasione del 21 gennaio furono perdonati e riammessi.

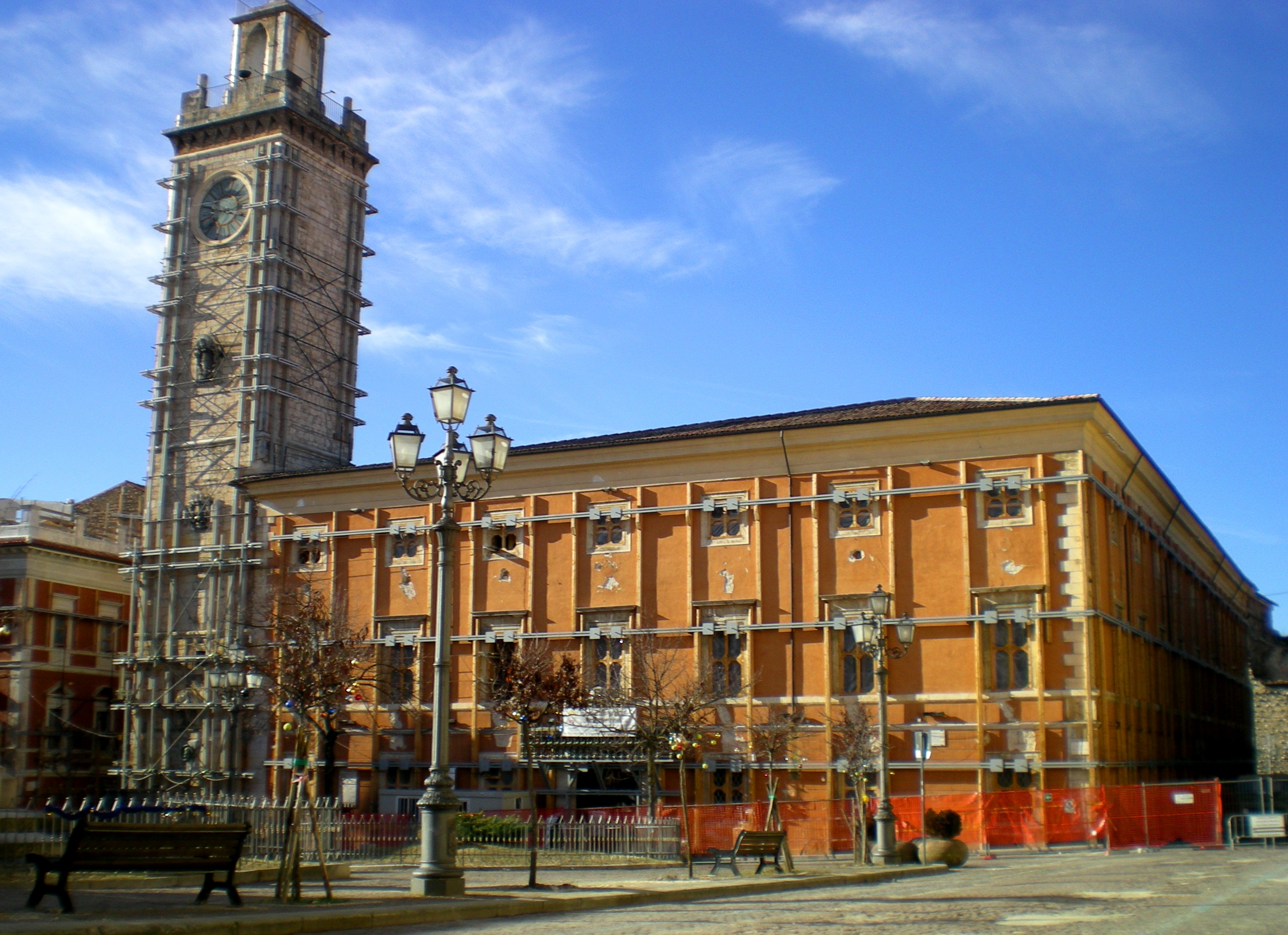
Palazzo Margherita, L'Aquila

Nel 1315 secondo Lopezvigevano già gli ordinamenti degli Statuti, rinnovati poi da Roberto d'Angiò in seguito alla guerra dei Pretatti e Camponeschi; Lopez specifica che una particolare multa era emanata contro i bestemmiatori, coloro che disturbavano le funzioni religiose, testimoniando, leggendo gli Statuti aquilani veri e propri, di come l'irriducibilità e la scostumatezza di certi cittadini che si affidavano a Sant'Agnese fosse molto antica.
Nel 1476 quando re Ferrante d'Aragona nominò suo luogotenente Antonio Cicinello, costui visitò la città, e subito scoprì delle maldicenze gratuite contro di lui, da parte di un membro della famiglia Camponeschi, del Conte Pietro Lalle Camponeschi conte di Montorio. Costui chiese un incontro col membro dei Camponeschi, insieme alla famiglia tutta, a due frati del convento degli Osservanti di San Bernardino, e due di San Francesco a Palazzo, convento che stava dinanzi al palazzo del Capitano Regio.
L'incontro si svolse nel palazzo Camponeschi, accanto alla chiesa del Gesù, sicché il Cicinello perse le staffe e decise che chiunque avesse osato insultarlo alle spalle sarebbe stato rintracciato e decapitato. La futura moglie di Pietro Lalle, Maria Pereyra Camponeschi si infuriò, redarguendo il semplice capitano regio di non osare minacciare il casato Camponeschi, e alimentò, dice la leggenda, varie maldicenze contro il Ciciniello, che costui negli Statuti fece varie elargizioni a favore del popolo, e morì tragicamente. Infatti fu ammazzato dai Gaglioffi e dagli Alfieri, casati che governavano il Quarto di San Pietro, rivale secolare del Quarto Santa Maria dei Camponeschi, e precipitarono il Ciciniello dal palazzo Pica Alfieri, fatto a pezzi.
Altri esempi di maldicenza, tratti dalle Cronache aquilane, si hanno nel 1454, quando il frate aquilano San Giovanni da Capestrano fu informato che gli aquilani avevano deciso di costruire la basilica di San Bernardino in un luogo allora isolato dal cuore della città, chiamato "Terra Negra" per le paludi, i torrenti e le misere cartiere, ma soprattutto che volevano costruire per il santo una modesta basilica; stando alle parole di Giovanni Giantedeschi alla fine gli aquilani decisero di cambiare idea.

### Sviluppo della Maldicenza
Lo storico Colapietra ricorda come alla fine del Quattrocento in città si svilupparono nomignoli ingiuriosi verso i ragazzi, come "spizzica e porta a casa - sperandomino - saldamacchia - como piace ad ipso"; a suo dire la maldicenza all'Aquila prese forte avvio nel Quattrocento per le insofferenze contro il potere aragonese che aveva sostituito quello angioino. Tuttavia ci fu sempre un dialogo tra chiesa e prostitute e donne derelitte, tanto che nel 1476 quando morì il cardinale Amico Agnifili, ci fu un sontuoso funerale, e parte della sua eredità fu donata a 100 zitelle.
La festa divenne in seguito sempre più laica, caratterizzata comunque dalla maldicenza, che aveva un che di quasi teologico, come sosteneva il padre Donatangelo Lupinetti, come liberazione catartica dal male e dalla cattiva condizione sociale. Dopo la questione del lungo periodo di dominazione vicereale spagnola all'Aquila, dal 1527 al 1729, la "maldicenza" in città riprese alla fine del secolo XVIII, quando i borghesi e i nobili si riunivano in "vendite" carbonare per cospirare contro il governo borbonico.
I simboli attuali della Confraternita furono creati nei primi dell'800, quando all'Aquila fu inaugurata la Sala San Salvatore presso l'attuale scuola elementare De Amicis, prima che il nuovo vicino teatro comunale fosse costruito; fu inventata per il personaggio loquace di queste riunioni la "lingua rossa", poi le "forbici", poi il "priore".
Nei primo del Novecento la maldicenza era tornata a calcare la scena nei giornali, gli articoli dai toni satirici e anticlericali, durante il fascismo fu proibita, e ripresa dopo la guerra, quando la Confraternita dei "Devoti di Sant'Agnese" fu rifondata nel 1959, con sede nella Taverna San Biagio, nella piazza omonima davanti alla chiesa di San Biagio d'Amiterno, usata come quartier generale, fino al terremoto del 2009.
Nel 2003 c'è stata la rifondazione della festa come trait-d'union della comunità aquilana, per il programma del Torneo agnesino, incluso nel festival "Pianeta Maldicenza", dedicato appunto al concorso di storie, poesie e stornelli recitati in aquilano per aggiudicarsi il primo premio.

## Festa
Nella piazza dell'ospedale storico di San Salvatore (piazza Giulio Natali) si riuniscono dei gruppi con un capitano, assistiti da dei monaci del santuario. I vari gruppi hanno dei capi scelti accuratamente per la potenza delle maldicenze dette contro qualsiasi cittadino aquilano, e ciò comporta il vantaggio di ogni squadra.
La gara consiste in una sfida dialettale tra i gruppi e il pubblico sceglie la squadra vincente in base alla veridicità e alla particolarità delle maldicenze. A causa del terremoto del 2009, la festa ha subito varie modifiche, dal ristorante nuovo dove svolgere gli incontri, a volte si sono usate anche sedi di altre associazioni, poi si è cambiata l'area degli stornelli e dei racconti da leggere per il premio finale, da piazza del Palazzo fino all'auditorium del Parco di Renzo Piano, che al momento è la sede stabile provvisoria per gli incontri.

### La Tombola Agnesina
La tombola fa parte del programma della festa, contiene 99 tasselli, dal numero prediletto dagli aquilani (il novantanove appunto), che rappresentano vari personaggi grotteschi e comici della società aquilana, del volgo e delle cariche dell'antica nobiltà e della politica da prendere in giro.
La tombola è stata inventata da Bianco Iannella, Luciana Pieri, Anna Ribei del club delle Devote di Sant'Agnese, poi Maura Sergio della Congrega del Mejo Ortiche, e Vittoria Prato della Congrega "Bar Gran Sasso". La tombolata si svolge durante la festa a gruppi.

## Il Palio di Sant'Agnese
Il palio rievoca i pali di corse di cavalli storici, che all'Aquila si svolgevano sin dal 1294, quando a detta di Buccio di Ranallo si svolgevano delle corse in onore dell'incoronazione papale di Celestino V. Nei pali, ricorda Raffaele Colapietra, si  svolgevano con la divisione sociale in categorie: i nobili con i cavalli purosangue, e i poveri con i ronzini. Nel 1593 fu decretato come primo premio per il vincitore una pezza di velluto cremesi lunga cinque canne, per i nobili, per i poveri una pezza di velluto nero a due canne.
Nella metà del '600, con la crisi economica, il palio dei cavalli fu abolito, nel 2008 si è tentato di riportarlo in auge con delle corse programmate per il centro storico, ma gli eccessivi costi dell'organizzazione e il terremoto del 2009 hanno bloccato l'iniziativa.
Il palio di Sant'Agnese è una tenzone comica tra le confraternite, attraverso componimenti in lingua e in dialetto, in prosa e in poesia, che "dicano il male dei mali dell'Aquila".
La confraternita vincitrice della tenzone a suon di colpi di penna, custodisce per un anno, l'organizzazione del Palio.

## Premio "Socrates Parresiastes"
Premio di recente istituzione nel Palio della Maldicenza, deriva dal termine "pan (tutto) rhema (quel che è detto)", ossia è un termine per indicare colui che parla con coraggio, e che parla pulito, esprimendo i concetti con franchezza, senza menzogna. Il premio è stato istituito dall'associazione "Pianeta Maldicenza" nel 2007, consiste in una targa con l'immagine di un uomo anziano o "vecchione" con in bocca una rosa, simbolo del ben parlare (la bocca d'oro), ispirata a Socrate, che viene consegnato a un membro illustre della società aquilana o della società italiana.  Ad esempio la medaglia è stata conferita a Carlo Azeglio Ciampi, Monsignor Bruno Forte metropolita di Chieti, Claudio Magris.